# Владимиров, Владимир Дмитриевич
Влади́мир Дми́триевич Влади́миров (1838, Томск — 1903) — русский хирург, доктор медицины.
В 1868—1874 — преподаватель медицинского факультета Казанского университета. с 1874 — главный врач пензенской губернской земской больницы.
Владимиров впервые провёл операцию голеностопного сустава, названную позже Владимиро-Микуличевской. После предварительных опытов на трупе, Владимиров произвёл её с блестящим успехом на больном. Операция, однако, скоро была совершенно забыта. В 1880 году профессор хирургии в Кёнигсберге Ян Микулич, не зная о способе Владимирова, произвёл на одном больном операцию, почти не отличавшуюся от операции, предложенной Владимировым. После заявлений русских хирургов за Владимировым был признан приоритет изобретения этой операции. С 1885 года она называется Владимирово-Микуличевской и под этим названием известна в хирургии.
Автор работ: «Об уранопластике» (в «Трудах казанского общества врачей», 1870—1871 г.); «О лечении холеры» (ibid., 1871); «Об инородных телах в мочевом пузыре»; «Несколько новых остеопластических операций на нижней конечности» (диссертация, Казань, 1872; дополнение к ней в «Протоколах IV съезда русских врачей и естествоиспытателей»).

## Труды[1]
- Об уранопластике с лоскутом из слизистой оболочки верхней губы // Дневники Казанского Общества Врачей. — 1870.
- О лечении холеры // Дневники Казанского Общества Врачей. — 1871.
- Несколько слов о новых остеопластических операциях на нижней конечности // Дневники Казанского Общества Врачей. — 1872.
- Дополнение к предыдущей статье. Протоколы IV съезда русских врачей и естествоиспытателей. — 1872.
- Случай инородного тела в мочевом пузыре, вызвавшего Lithiasis // Дневники Казанского Общества Врачей. — 1881.